# Cylindropuntia wolfii
Cylindropuntia wolfii ist eine Pflanzenart aus der Gattung Cylindropuntia in der Familie der Kakteengewächse (Cactaceae). Das Artepitheton wolfii ehrt den US-amerikanischen Botaniker und Pflanzensammler Carl Brandt Wolf (1905–1974). Englische Trivialnamen sind „Plateau Cholla“, „Rattail Cholla“  und „Whipple's Cholla“.

## Beschreibung
Cylindropuntia wolfii wächst strauchig, ist mehr oder weniger aufrecht, dicht verzweigt und erreicht Wuchshöhen von 0,5 bis 1,5 Meter. Auf den gelblich bis grau grünen, 6 bis 40 Zentimeter langen und 2,5 bis 4 Zentimeter im Durchmesser messenden Triebabschnitten befinden sich deutlich erkennbare Höcker. Die kreisrunden bis dreieckigen, lohfarben bis gelb bewollten Areolen vergrauen im Alter und tragen unregelmäßig lange gelbe bis hellbraune Glochiden. Die zwölf bis 30 goldenen bis hellbraunen Dornen werden im Alter dunkler und sind bis zu 3 Zentimeter lang. Die Dornenscheiden sind durchscheinend gelb bis hellbraun.
Die Blüten sind gelblich grün, bronzefarben bis etwas purpurbraun überhaucht. Die gräulich lohfarbenen, deutlich gehöckerten Früchte sind trocken und dicht bedornt. Sie sind 2,5 bis 3 Zentimeter lang und erreichen Durchmesser von 1,5 bis 3 Zentimeter.

## Verbreitung, Systematik und Gefährdung
Cylindropuntia wolfii ist in den Vereinigten Staaten im Süden von Kalifornien und im benachbarten Mexiko im Norden von Niederkalifornien an felsigen, trockenen Orten in Höhenlagen von 300 bis 1200 Metern verbreitet.
Die Erstbeschreibung als Opuntia echinocarpa var. wolfii von Lyman David Benson wurde 1969 veröffentlicht. Marc A. Baker stellte die Art 2001 in die Gattung Cylindropuntia. Weitere nomenklatorische Synonyme sind Opuntia wolfii (L.D.Benson) M.A.Baker (1992) und Grusonia wolfii (L.D.Benson) G.D.Rowley (2006).
In der Roten Liste gefährdeter Arten der IUCN wird die Art als „Least Concern (LC)“, d. h. als nicht gefährdet geführt. Die Art ist lokal sehr häufig, so dass die Entwicklung der Populationen als stabil angesehen wird.

## Nachweise